# Serri
Serri – miejscowość i gmina we Włoszech, w regionie Sardynia, w prowincji Sud Sardynia. Graniczy z Escolca, Gergei, Isili, Mandas, Mandas i Nurri.
Według danych na rok 2004 gminę zamieszkiwało 760 osób, 40 os./km².
W Serri znajduje się sanktuarium nuragijskie z epoki brązu. 